# Kijken hoe het morgen wordt
Kijken hoe het morgen wordt is het derde album van Rob de Nijs, dat in november 1975 verscheen. Het nummer Onweer werd op single uitgebracht.

## Tracklist
Hieronder het overzicht van de nummers op het album:
| Nr. | Titel                       | Lengte |
| --- | --------------------------- | ------ |
| 1   | Zo vaak                     | 3:20   |
| 2   | Kijken hoe het morgen wordt | 4:05   |
| 3   | Tina                        | 3:27   |
| 4   | Drink wat van mij           | 4:20   |
| 5   | 't Heeft te lang geduurd    | 3:07   |
| 6   | Marijke                     | 2:45   |
| 7   | Onweer (Hotel room)         | 4:01   |
| 8   | De zwemmer                  | 4:08   |
| 9   | Te warm                     | 2:41   |
| 10  | Laat het water open         | 6:06   |

## Trivia
In 1976 werd het album opnieuw uitgebracht, met een andere hoes. Het nummer Tina was vervangen door Zet een kaars voor je raam vannacht en de volgorde van de nummers was aangepast.
Boudewijn de Groot, die de muziek voor het titelnummer schreef, nam dit nummer in 1996 op voor zijn album Een nieuwe herfst.
Het nummer De zwemmer verscheen in 1980 al op zijn album Van een afstand.